# 오제키 스케마스
오제키 스케마스(일본어: 大関資増, 1576년 ~ 1607년 4월 26일)는 아즈치모모야마 시대부터 에도 시대 전기까지의 다이묘이다. 시모사 구로바네 번 초대 번주.
|  | 제1대 구로바네번 번주 (오제키가) 1596년 ~ 1605년 | 후임 오제키 마사마스 |